# Robby Schneidenbach
Robby Schneidenbach (* 1. März 1965) ist ein deutscher ehemaliger Fußballspieler. In Zwickau spielte er für die Betriebssportgemeinschaft (BSG) Sachsenring in der DDR-Oberliga, der höchsten Liga im DDR-Fußball.

## Sportliche Laufbahn
Als Achtjähriger wurde Schneidenbach in die Kindermannschaft von Sachsenring Zwickau aufgenommen. In der Saison 1982/83 gehörte er zum Kader der Nachwuchs-Oberligamannschaft, in der er als Stürmer Stammspieler war. Sein erstes Punktspiel für die 1. Mannschaft bestritt Schneidenbach ebenfalls in dieser Spielzeit. Am 9. Oberligaspieltag wurde er in der 70. Minute für den Standardstürmer Klaus Becher eingewechselt. Am Saisonende kam Schneidenbach noch in den letzten vier Spieltagen zum Einsatz, in denen er wiederum im Angriff aufgeboten wurde und alle Spiele über die volle Spieldauer bestritt. Am Ende der Saison stieg Sachsenring aus der Oberliga ab und verbrachte die folgenden zwei Spielzeiten in der DDR-Liga. Die Zwickauer wurden jeweils Staffelsieger, schafften den Wiederaufstieg jedoch erst im zweiten Anlauf. Insgesamt wurden 56 Ligaspiele ausgetragen, von denen Schneidenbach 46 Partien absolvierte und 14 Tore erzielte, 13 davon in der Aufstiegssaison 1984/85. In der erfolglosen Aufstiegsrunde 1984 wurde er in fünf der acht ausgetragenen Runden eingesetzt. In seiner zweiten Oberligasaison bestritt Schneidenbach zwar 17 der 26 Punktspiele, hatte aber keine Stammposition, stand nur elfmal in der Startelf, spielte nur fünfmal neunzig Minuten lang und blieb ohne Torerfolg. Die Mannschaft schaffte wieder nicht den Klassenerhalt und bestritt weitere zwei Jahre in der DDR-Liga. 1986/87 war Schneidenbach in der Hinrunde wieder nur Ersatzspieler, erst in der zweiten Hälfte der Rückrunde wurde er in zehn Ligaspielen regelmäßig als rechter Stürmer eingesetzt. Als die BSG Sachsenring 1988 in die Oberliga zurückkehrte, war Schneidenbach wieder in den Ersatzspielerstatus zurückgefallen. Bei seinen 17 Einsätzen spielte er nur viermal von Beginn an. Für die Spielzeit 1988/89 wurde er zwar für den Oberligakader nominiert, kam aber wegen der Einberufung zum Wehrdienst nicht zum Einsatz. Stattdessen spielte er für die Armeesportgemeinschaft Vorwärts Delitzsch, mit der er in der drittklassigen Bezirksliga Leipzig Meister wurde. Die Zwickauer stiegen derweil sofort wieder aus der Oberliga ab.
Für die DDR-Liga-Saison 1989/90 wurde Schneidenbach noch nicht für die 1. Mannschaft gemeldet. In der Rückrunde trat die bisherige Betriebssportgemeinschaft aufgrund der wendebedingten Veränderungen als „Fußball-Sport-Verein Zwickau“ an, und Schneidenbach tauchte wieder in der Ligamannschaft auf. Von den 17 noch auszutragenden Ligaspielen absolvierte er dreizehn Begegnungen hauptsächlich als Mittelstürmer und war einmal als Torschütze erfolgreich. 1990/91 spielte der FSV weiter in der zweitklassigen Nordost-Liga, in der Schneidenbach sich mit 29 von 30 möglichen Einsätzen als Stammspieler etablierte. Er spielte hauptsächlich im Mittelfeld und erzielte drei Tore. Nachdem der DDR-Fußballverband im Laufe der Saison dem DFB beigetreten war, nahm der FSV als Staffelsieger an der Aufstiegsrunde für die 2. Bundesliga teil. In den sechs zu absolvierenden Spielen wirkte Schneidenbach fünfmal mit, die Mannschaft konnte sich jedoch nicht durchsetzen und musste danach in der neugeschaffenen drittklassigen Fußball-Oberliga Nordost antreten. Robby Schneidenbach kehrte nicht wieder in den höherklassigen Fußball zurück.